# Amata quercii
Amata quercii är en fjärilsart som beskrevs av Ruggero Verity 1913. Amata quercii ingår i släktet Amata och familjen björnspinnare. Inga underarter finns listade i Catalogue of Life.